# Halowe Mistrzostwa Europy w Lekkoatletyce 1983 – bieg na 800 m mężczyzn
Bieg na 800 metrów mężczyzn – jedna z konkurencji biegowych rozgrywanych podczas halowych lekkoatletycznych mistrzostw Europy w Sportscsarnok w Budapeszcie. Eliminacje i półfinały zostały rozegrane 5 marca, a bieg finałowy 6 marca 1983. Zwyciężył reprezentant Hiszpanii Colomán Trabado. Tytułu zdobytego na poprzednich mistrzostwach nie bronił Antonio Páez z Hiszpanii.

## Rezultaty

### Eliminacje
Rozegrano 3 biegi eliminacyjne, do których przystąpiło 14 biegaczy. Awans do półfinału dawało zajęcie jednego z pierwszych trzech miejsc w swoim biegu (Q). Skład półfinałów uzupełniło trzech zawodników z najlepszym czasem wśród przegranych (q).
Opracowano na podstawie materiału źródłowego.
Bieg 1
| Miejsce | Zawodnik          | Czas    | Uwagi |
| ------- | ----------------- | ------- | ----- |
| 1       | Wiktor Ziemlanski | 1:49,26 | Q     |
| 2       | Rob Druppers      | 1:49,28 | Q     |
| 3       | Andres Garcia     | 1:49,45 | Q     |
| 4       | Hans Lang         | 1:49,52 | q     |
| 5       | András Paróczai   | 1:50,07 | q     |

Bieg 2
| Miejsce | Zawodnik           | Czas    | Uwagi |
| ------- | ------------------ | ------- | ----- |
| 1       | Thierry Tonnellier | 1:49,82 | Q     |
| 2       | Colomán Trabado    | 1:50,20 | Q     |
| 3       | Binko Kolew        | 1:50,40 | Q     |
| 4       | Reinhold Studer    | 1:51,18 |       |

Bieg 3
| Miejsce | Zawodnik          | Czas    | Uwagi |
| ------- | ----------------- | ------- | ----- |
| 1       | Peter Elliott     | 1:50,06 | Q     |
| 2       | Andrés Vera       | 1:50,09 | Q     |
| 3       | Didier Le Guillou | 1:50,16 | Q     |
| 4       | Petru Drăgoescu   | 1:50,22 | q     |
| 5       | Zsolt Szabó       | 1:50,62 |       |

### Półfinały
Rozegrano 2 biegi półfinałowe, w których wystartowało 12 biegaczy. Awans do finału dawało zajęcie jednego z dwóch pierwszych miejsc w swoim biegu (Q). Skład finału uzupełniło dwóch zawodników z najlepszym czasem wśród przegranych (q).
Opracowano na podstawie materiału źródłowego.
Bieg 1
| Miejsce | Zawodnik           | Czas    | Uwagi |
| ------- | ------------------ | ------- | ----- |
| 1       | Thierry Tonnellier | 1:50,08 | Q     |
| 2       | Binko Kolew        | 1:50,26 | Q     |
| 3       | Andrés Vera        | 1:50,42 |       |
| 4       | Hans Lang          | 1:50,64 |       |
| 5       | Didier Le Guillou  | 1:50,69 |       |
| 6       | Wiktor Ziemlanski  | 1:54,44 |       |

Bieg 2
| Miejsce | Zawodnik        | Czas    | Uwagi |
| ------- | --------------- | ------- | ----- |
| 1       | Colomán Trabado | 1:48,39 | Q     |
| 2       | Peter Elliott   | 1:48,79 | Q     |
| 3       | Petru Drăgoescu | 1:48,94 | q     |
| 4       | Andres Garcia   | 1:49,62 | q     |
| –       | Rob Druppers    | DNS     |       |
| –       | András Paróczai | DNS     |       |

### Finał
Opracowano na podstawie materiału źródłowego.
| Miejsce | Zawodnik           | Czas    |
| ------- | ------------------ | ------- |
| 1       | Colomán Trabado    | 1:46,91 |
| 2       | Peter Elliott      | 1:47,58 |
| 3       | Thierry Tonnellier | 1:47,68 |
| 4       | Petru Drăgoescu    | 1:47,91 |
| 5       | Binko Kolew        | 1:51,94 |
| 6       | Andres Garcia      | 2:04,91 |